# Ornithomya nigricornis
Ornithomya nigricornis är en tvåvingeart som beskrevs av Wilhelm Ferdinand Erichson 1842. Ornithomya nigricornis ingår i släktet Ornithomya och familjen lusflugor. Inga underarter finns listade i Catalogue of Life.